# Jan Denef
Jan Denef (4 de setembro de 1951) é um matemático belga. É professor da Universidade Católica de Leuven.
Especialista em teoria dos modelos, teoria dos números e geometria algébrica. É conhecido por seu trabalho sobre o décimo problema de Hilbert e pelo desenvolvimento da integração motivadora em uma série de artigos com François Loeser.
Foi palestrante convidado no Congresso Internacional de Matemáticos em Pequim (2002: Motivic integration and the Grothendieck Group of pseudo-finite fields). Seu índice h é 24.